# بخش طبریه
بخش طبریه (به عبری: נפת כנרת)(به عربی: قضاء طبريا) یک بخش در اسرائیل است که در شمال این کشور و استان شمال واقع است. مرکز این بخش، شهر طبریه در ساحل دریاچه طبریه می باشد.